# Camille Dimmer
Camille Dimmer (Clervaux, 20 aprile 1939 – 20 settembre 2023) è stato un calciatore e politico lussemburghese, di ruolo attaccante.

## Biografia
Giocatore della nazionale di calcio lussemburghese , dopo il ritiro si laureò in ingegneria ed esercitò la professione. Inoltre entrò in politica; fu eletto alla Camera dei Deputati per il Partito popolare cristiano-sociale (CSV) dal 1984 al 1994. Dimmer fu anche segretario generale del CSV dal 1990 al 1994  . Ricoprì la carica di membro supplente dell'Assemblea parlamentare del Consiglio d'Europa dal 1989 al 1994. Fu infine nominato socio onorario e Presidente dell'Associazione degli Ex Deputati del suo Paese.
Dimmer è morto nel settembre del 2023.